# (36850) 2000 SZ122
2000 SZ122 (asteroide 36850) é um asteroide da cintura principal. Possui uma excentricidade de 0.06153470 e uma inclinação de 3.13450º.
Este asteroide foi descoberto no dia 24 de setembro de 2000 por LINEAR em Socorro.